# Manias e Crendices em Nome da Ciência
Um clássico do ceticismo científico, Manias e crendices em nome da ciência: as curiosas teorias da falsa ciência; apaixonante estudo da credulidade humana é o segundo livro do matemático Martin Gardner. Foi lançado em 1957 e publicado em português em 1960.
Michael Shermer disse que "O moderno ceticismo acabou se tornando um movimento baseado na ciência, a começar com o clássico de Martin Gardner, em 1952."
Gardner estruturou o texto discutindo as teorias pseudocientíficas e seus proponentes.

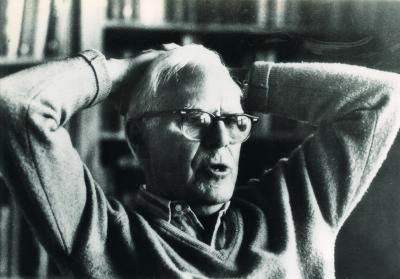
Martin Gardner, s.d.

## Capítulos

### Em nome da ciência
Desmascara várias pseudociências e os pseudocientistas que as propagam. Descreve "5 maneiras pelas quais comumente transparecem as tendências paranóicas dos pseudocientistas":
| “ | 1. Ele se tem na conta de um gênio 2. Considera seus colegas, sem exceção, como néscios 3. Acredita ele ser injustamente perseguido e isolado. Identifica-se com Bruno, Galileu, Copérnico, Pasteur e com outros grandes homens injustamente perseguidos por suas heresias 4. É ainda fortemente compelido a focalizar os seus ataques contra os maiores cientistas e contra as teorias mais bem estabelecidas 5. Tem ele também a tendência de se expressar num jargão complexo, usando em muitos casos termos e frases por ele mesmo forjados | ” |

### Plana e oca
Neste capítulo o livro trata de "três teorias excêntricas que conseguiram um número surpreendente de adeptos no presente século:" a Terra plana, a Terra oca e a de que "estamos vivendo no interior de uma esfera oca". Relata as crenças religiosas de Wilbur Glenn Voliva na cidade de Zion (Illinois), nas proximidades de Chicago:
| “ | Os objetivos de Voliva eram de duas naturezas - um desejo de defender um dogma religioso e uma crença paranóica em sua própria grandeza, tão afastada da realidade a ponto de confundir-se com a psicose. | ” |

Trata ainda do percurso histórico das ideias sobre a terra oca, iniciando com o ex-capitão do exército estadunidense John Cleves Symmes, seguindo sua trajetória por James McBride, Americus Symmes, Marshall B. Gardner, Cyrus Reed Teed e chegando até à alemanha nazista, onde o aviador Peter Brender, influenciado por intensa troca de correspondências com Teed, criou o termo Hohlweltlehre. O capítulo finaliza tratando do autor alemão Karl E. Neupert, autor do mais importante livro sobre essa mania: Geokosmos.

### Monstros da destruição
Immanuel Velikovsky
William Whiston
Ignatius Donnelly
Hans Hörbiger

### Os fortianos
Charles Fort
Mortimer Adler

### Discos voadores
Kenneth Arnold
Caso Mantell
Objeto voador não identificado

### Ziguezagues
Alfred Lawson

### Rabdomancia e engenhocas mágicas
Radiestesia

### Geologia versus gênese
As ideias de Mortimer Adler sobre evolução
O debate de Hilaire Belloc com H. G. Wells

### Lysenkismo
Jean-Baptiste de Lamarck e Lamarquismo
Trofim Lysenko e Lysenkoismo

### Apologistas do ódio
O capítulo trata das origens do discurso de ódio, desde Martinho Lutero, que propôs a expulsão dos judeus da Alemanha e o Ensaio sobre a desigualdade das raças humanas de Arthur de Gobineau, que mistura fatos antropológicos com superstições para hierarquizar raças superiores, compostas por brancos louros nórdicos, e inferiores, os negros. Discorre sobre das origens do nazismo a partir do antropólogos alemães Hans F. K. Günther, Ludwig Woltmann e Ludwig Schemann até Mein Kampf de Adolf Hitler.
O racismo nos Estados Unidos é descrito a partir do reverendo Buckner H. Paine e de Charles Carroll, passando por Madison Grant e Lothrop Stoddard até chegar à Segunda Guerra Mundial, quando a Cruz Vermelha foi obrigada a manter bancos de sangue separados de doadores brancos e negros.

### Atlântida e lemúria
Novamente Ignatius Donnelly, Atlântida
Madame Blavatsky, James Churchward e Lemúria

### A grande pirâmide
John Taylor, Charles Piazzi Smyth, Charles Taze Russell e outros proponentes de teorias sobre a Pirâmide de Quéops

### Manias e extravagâncias médicas
Samuel Hahnemann, Organon da Arte de Curar, e a homeopatia
Medicina natural, iridologia, reflexoterapia e técnica de Alexander
Andrew Taylor Still e osteopatia
Daniel D. Palmer e quiropraxia

### Médicos charlatães
Upton Sinclair
Cromoterapia
George Ivanovich Gurdjieff
Aleister Crowley
Edgar Cayce

### Dietas excêntricas
Dieta de Hay
Vegetarianismo
Agricultura orgânica
Rudolf Steiner, antroposofia e agricultura biodinâmica

### Jogue fora os seus óculos!
William Horatio Bates
Aldous Huxley

### Orgonomia
Wilhelm Reich e orgônio

### Dianética
L. Ron Hubbard, Dianética. (O termo Cientologia foi criado depois da publicação do livro de Gardner)

### Semântica geral etc
Alfred Korzybski, Samuel I. Hayakawa
Jacob L. Moreno e “psicodrama”

### Das bossas à grafologia
Franz Joseph Gall e frenologia

### ESP e PK
Percepção extrasensorial (ESP) e psicocinese (PK) são expressões cunhadas por J. B. Rhine, cuja vida e obra são o foco do capítulo, pois ele deu respeitabilidade científica à parapsicologia. Rhine e sua mulher assistiram uma conferência de Arthur Conan Doyle sobre espiritualismo no início da década de 1930 e ficaram muito impressionados. Daí imergiram na literatura e na prática do espiritualismo, período posteriormente definido por Rhine como de "aventuras psíquicas". O capítulo inicia afirmando que:
| “ | A crença em fenômenos psíquicos - ou "Parapsicologia", como os seus proponentes mais conceituados gostam de dizer - é tão velha como a humanidade. | ” |

Nas notas a este capítulo, o livro apresenta a relação entre Rhine e a égua Lady Wonder, descrevendo as pesquisas que ele e sua mulher publicaram sobre a "telepatia entre homem e animal".

## Recepção
Uma revisão contemporânea no Pittsburgh Post-Gazette analisou positivamente as críticas de Gardner sobre a Terapia Hoxsey e sobre Krebiozen, que estavam sendo promovidas como medidas anticâncer na época. A resenha concluiu que o livro "deveria ajudar a neutralizar alguns cultos divertidos e positivamente prejudiciais, cuja existência é muitas vezes promovida pelo jornalismo irresponsável".